# 世界キリスト教情報
世界キリスト教情報は、世界のキリスト教界で発生したニュースを、幅広く様々なネットワークから取材・編集し、週刊「世界キリスト教情報」（毎週月曜発行）として無料配信している非営利のボランティア活動（主宰・郡山千里）。世界情勢を理解するために欠かせない“隠れた補助線”として、キリスト教世界のニュースを、継続して発信している。

## 沿革
キリスト者ジャーナリスト会議　(CJC = Christian Journalist Conference) のメンバーを対象に「CJC通信」を1973年10月から、編集・配信。さらに「CJC通信」をベースにした週刊「世界キリスト教情報」を発行している。取材・編集は、一般メディアが報道する場合の基準を念頭に置いている。対象が「カルト」と呼ばれるものであっても特定の教派などを批判することはせず、あくまで事実報道に徹する。エキュメニズムを指向し、カトリック、プロテスタント、聖公会、正教会まで幅広い教派・教団のニュースを網羅する。国内では、海外のキリスト教情報を知る情報源として、キリスト新聞、クリスチャン新聞などのキリスト教メディアのほか、宗教専門紙中外日報などが転載・引用している。

## 主な情報源
- 「RNS」（レリジョン・ニュース・サービス）、「EN」など宗教専門通信。
- バチカン(ローマ教皇庁)や世界教会協議会（ＷＣＣ＝本部ジュネーブ）などが発行する通信。
- 一般メディアのキリスト教・教会関係ニュース
  - バチカン（ローマ教皇庁）の「VIS」（バチカン通信）、カトリック系「ZENIT」通信やバチカン放送を始め、各派の通信やキリスト者迫害関連の米国専門通信「コンパス」「ASSIST」などからも情報を収集している。